# První Rakouská republika
První Rakouská republika byl státní útvar v období po konci první světové války až do roku 1934, kdy byl opuštěn koncept parlamentní demokracie a Rakousko nastoupilo cestu autoritářského státu.

## Historie
Rakousko přijalo 21. října 1919 smlouvu ze Saint-Germain-en-Laye. Smlouva zakazovala název Německé Rakousko a upravovala hranice nově vzniklých států s Rakouskem.
Nejdůležitějšími stranami v rakouské první republice byly Křesťansko-sociální strana (Christlichsoziale Partei) a Sociálně demokratická strana dělnická (Sozialdemokratische Arbeiterpartei) s polovojenskou organizací Schutzbund, založenou v roku 1923. Křesťansko-sociální strana reagovala na vznik Schutzbundu reorganizací své polovojenské organizace, Heimwehru.
V roce 1927 došlo ke střetu těchto organizací během tzv. červencové revolty; i když bylo povstání později potlačeno, nepokoje pokračovaly až do třicátých let, kdy se kancléřem stal Engelbert Dollfuss (Dollfuß).
V roce 1933 vyhlásil jeho kabinet rozpuštění parlamentu. Křesťansko-sociální strana odmítala spojení s převážně protestantským Německem. Nepokoje vyústily do občanské války mezi nacisty, socialisty a křesťanskými socialisty.
V roce 1934 vyhlásil Dolfuss vládu jedné strany, austrofašistické Vlastenecké fronty (Vaterländische Front). Dne 25. července byl sice Engelbert Dollfuss zavražděn nacisty, stát se však ještě další čtyři roky pod ochranou Itálie udržel. Éra první republiky přesto skončila a Rakousko bylo známo jako tzv. Rakouský spolkový stát.

## Kancléři první republiky
- 1918–1920 Karl Renner (SDAPÖ)
- 1920–1921 Michael Mayr (CS)
- 1921–1922 Johann Schober
- 1922 Walter Breisky
- 1922 Johann Schober
- 1922–1924 Ignaz Seipel (CS)
- 1924–1926 Rudolf Ramek (CS)
- 1926–1929 Ignaz Seipel (CS)
- 1929 Ernst Streeruwitz (CS)
- 1929–1930 Johann Schober
- 1930 Carl Vaugoin (CS)
- 1930–1931 Otto Ender (CS)
- 1931–1932 Karl Buresch (CS)
- 1932–1934 Engelbert Dollfuss (CS/VF)